# Кременович, Милан
Ми́лан Креме́нович (серб. Милан Кременовић; род. 8 марта 2002, Берлин, Германия) — сербский футболист, защитник клуба «Сондрио».

## Карьера

### «Графичар»
В августе 2020 года перешёл в сербский «Графичар», где был заявлен за молодёжную команду. 

### «Мачва»
В феврале 2021 года отправился в аренду в «Мачву». Дебютировал в Суперлиге Сербии 3 марта 2021 года в матче со «Спартаком» (Суботица). 

### «Фрозиноне»
В августе 2021 года игрока выкупил итальянский «Фрозиноне». 

### «Хебыр»
В июле 2022 года отправился в аренду в «Хебыр» из Первой лиги Болгарии. 

## Карьера в сборной
Играл за сборные Сербии до 17 и 18 лет. 